# Anomala caffra
Anomala caffra är en skalbaggsart som beskrevs av Hermann Burmeister 1844. Anomala caffra ingår i släktet Anomala och familjen Rutelidae. Inga underarter finns listade i Catalogue of Life.